# Adriana Barbu
Pour les articles homonymes, voir Barbu.
Adriana Barbu (née le 17 janvier 1961) est une athlète roumaine spécialiste du marathon. Elle a remporté une médaille de bronze aux championnats d'Europe de 1994, ainsi que les marathons d'Amsterdam, d'Istanbul (2 fois) et de Lisbonne. Elle a aussi remporté une édition du semi-marathon de Paris.

## Biographie

### Palmarès
| Date | Compétition            | Lieu      | Résultat | Performance     |
| ---- | ---------------------- | --------- | -------- | --------------- |
| 1987 | Marathon d'Amsterdam   | Amsterdam | 1re      | 2 h 36 min 21 s |
| 1994 | Championnats d'Europe  | Helsinki  | 2e       | 2 h 30 min 55 s |
| 1994 | Marathon de Lisbonne   | Lisbonne  | 1re      | 2 h 32 min 56 s |
| 1995 | Semi-marathon de Paris | Paris     | 1re      | 1 h 11 min 51 s |
| 1997 | Marathon d'Istanbul    | Istanbul  | 1re      | 2 h 34 min 39 s |
| 1998 | Championnats d'Europe  | Budapest  | 26e      | 2 h 37 min 58 s |
| 1999 | Marathon d'Istanbul    | Istanbul  | 1re      | 2 h 35 min 57 s |

### Records
| Épreuve       | Performance     | Lieu      | Date              |
| ------------- | --------------- | --------- | ----------------- |
| Semi-marathon | 1 h 10 min 38 s | Oslo      | 24 septembre 1994 |
| Marathon      | 2 h 29 min 21 s | Marrakech | 30 janvier 1994   |